# 3 Gwardyjski Korpus Kawalerii (ZSRR)
3 Gwardyjski Korpus Kawalerii (ros. 3-й гвардейский кавалерийский корпус) – oddział kawalerii Armii Czerwonej utworzony podczas II wojny światowej.
3 Gwardyjski Korpus Kawalerii został utworzony 25 grudnia 1941 roku przez przemianowanie 5 Korpusu Kawalerii. W czasie bitwy na łuku kurskim składał się z 5 DKgw, 6 DKgw i 32 DK. Dodatkowo został wzmocniony 1250 pułkiem artylerii przeciwpancernej. Zajmował pozycje nad rzeką Don w rejonie Nw. Kalitwa.  
W czasie walk przeciw armii niemieckiej uczestniczył m.in. w bitwie o Białogard.
Kawalerzysta Iwan Jakuszyn spisał swoje wspomnienia dotyczące służby w 5 Gwardyjskiej Dywizji Kawalerii wchodzącej w skład 3 Gwardyjskiego Korpusu Kawalerii i jego szlak bojowy z Rosji przez Białoruś, Prusy Wschodnie i ziemie polskie aż do Niemiec. W Polsce jego wspomnienia o tytule Czerwony kawalerzysta zostały wydane w 2007 roku.

## Dowództwo korpusu
dowódca:
- gen. mjr Wasilij Kriuczonkin (25.12.1941-03.07.1942)
- gen. mjr Issa Plijew (04.07.1942-27.12.1942)
- gen. mjr/gen.por. Nikołaj Oslikowskij (28.12.1942-09.05.1945)

szef sztabu:
- płk Siergiej Szmujło

## Struktura organizacyjna
- 5 Gwardyjska Dywizja Kawalerii
- 6 Gwardyjska Dywizja Kawalerii[4]
- 32 Dywizja Kawalerii[5]